# C. M. Spoerri

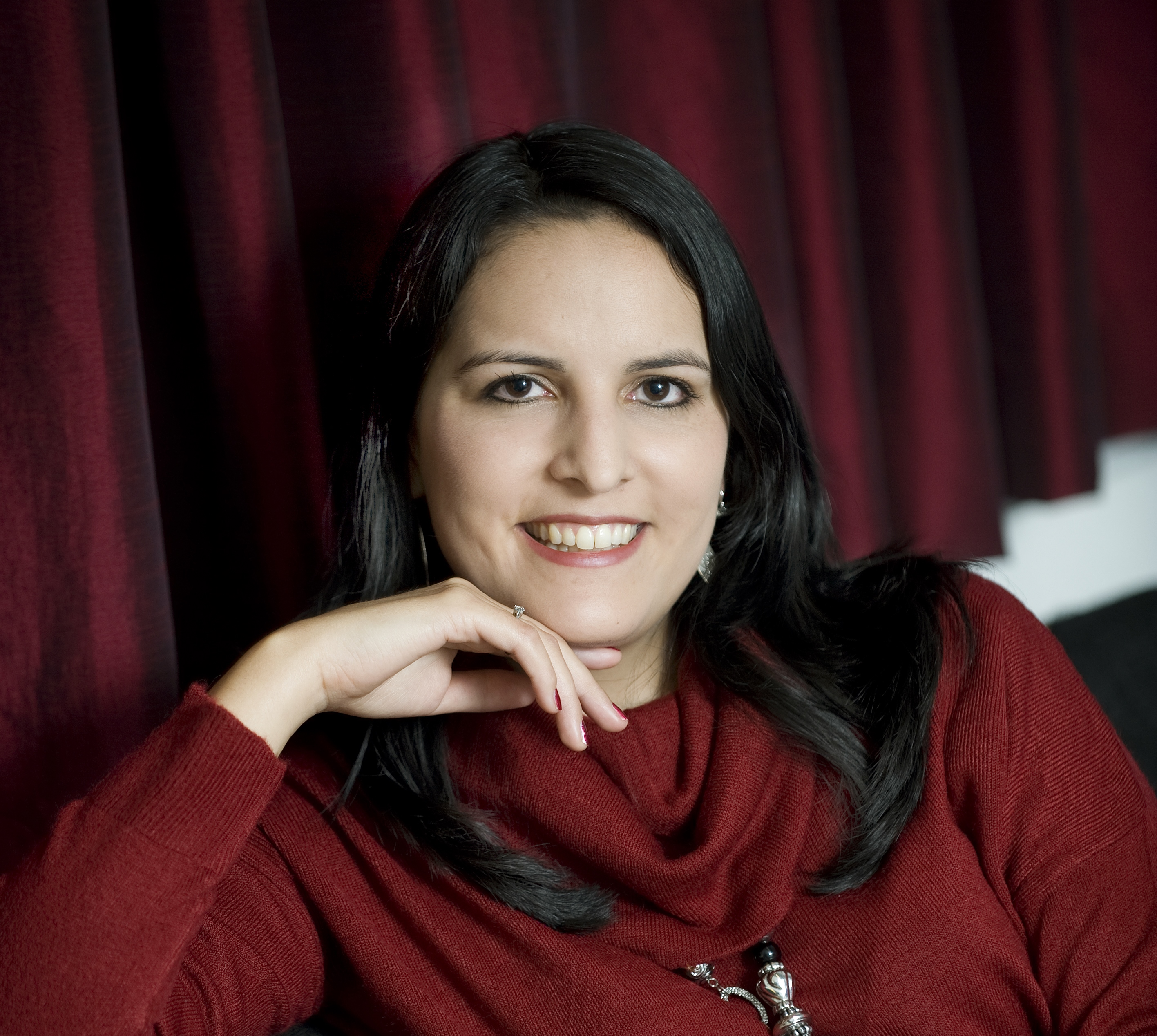
C.M. Spoerri (2013)

Corinne M. Spoerri (* 1983) ist eine Schweizer Schriftstellerin.

## Leben
Corinne Spörri studierte Psychologie und promovierte 2013 in Klinischer Psychologie und Psychotherapie. Neben ihrer Arbeit als Psychotherapeutin begann sie im selben Jahr mit der Arbeit an ihrem Roman Alia. Sie veröffentlichte die ersten vier Bände der Alia-Serie zunächst beim AAVAA Verlag. Im Herbst 2015 gründete sie mit ihrem Mann Andreas Spörri den Sternensand Verlag in Hirzel. Dort veröffentlichte sie die bisher erschienenen Bände der Alia-Serie erneut und auch ihre folgenden Romane erschienen dort. Spörri lebt in der Nähe von Zürich.

## Auszeichnungen
- Moerser-Jugendbuch-Jury: Bestes Jugendbuch 2016/2017 für Conversion – Zwischen Tag und Nacht[2]

## Werke

### Alia Serie
- Alia – Der magische Zirkel, AAVAA Verlag, Berlin 2014, ISBN 3-03896-084-5
- Alia – Der schwarze Stern, AAVAA Verlag, Berlin 2014, ISBN 3-03896-085-3
- Alia – Das Land der Sonne, AAVAA Verlag, Berlin 2014, ISBN 3-03896-086-1
- Alia – Das Auge des Drachen, AAVAA Verlag, Berlin 2015, ISBN 3-03896-087-X
- Alia – Die Magier von Altra, Sternensand Verlag, Hirzel 2020, ISBN 3-03896-088-8
- Die Magier von Altra: Spin-Off der Alia-Reihe, Sternensand Verlag, Hirzel 2015, ISBN 3-906829-08-1

### Greifen-Saga
- Die Greifen-Saga: Die Ratten von Chakas, C. M. Spoerri 2015, ISBN 978-3-00-049715-5
- Die Greifen-Saga: Die Träne der Wüste, Sternensand Verlag, Hirzel 2015, ISBN 978-3-906829-03-6
- Die Greifen-Saga: Die Stadt des Meeres, Sternensand Verlag, Hirzel 2016, ISBN 978-3-906829-06-7
- Die Greifen-Saga: Der Greifenorden von Chakas, Sternensand Verlag, Hirzel 2020, ISBN 978-3-03896-148-2
- Die Greifen-Saga: Der Ring des Fürsten, Sternensand Verlag, Hirzel 2020, ISBN 978-3-03896-161-1
- Die Greifen-Saga: Das Vermächtnis der Wüstenzwerge, Sternensand Verlag, Hirzel 2021, ISBN 978-3-03896-181-9
- Die Greifen-Saga: Die Nacht der Toten, Sternensand Verlag, Hirzel 2021, ISBN 978-3-03896-201-4

Lose Erzählungen zur Greifen-Saga:
- Das Juwel der Talmeren 1, Sternensand Verlag, Hirzel 2022, ISBN 978-3-03896-203-8
- Das Juwel der Talmeren 2, Sternensand Verlag, Hirzel 2022, ISBN 978-3-03896-247-2

### Die Legenden von Karinth
- Die Legenden von Karinth, Band 1, Sternensand Verlag, Hirzel 2016, ISBN 3-906829-20-0
- Die Legenden von Karinth, Band 2, Sternensand Verlag, Hirzel 2017, ISBN 3-906829-62-6
- Die Legenden von Karinth, Band 3, Sternensand Verlag, Hirzel 2018, ISBN 3-03896-017-9
- Die Legenden von Karinth, Band 4, Sternensand Verlag, Hirzel 2019, ISBN 3-03896-107-8

### Dein-Weg-zu-mir-Reihe
- Emilia: Dein Weg zu mir, Sternensand Verlag, Hirzel 2016, ISBN 3-906829-18-9
- Melinda: Dein Weg zu mir, Sternensand Verlag, Hirzel 2017, ISBN 3-906829-39-1
- Selena: Dein Weg zu mir, Sternensand Verlag, Hirzel 2018, ISBN 3-03896-005-5
- Kathleen: Dein Weg zu mir, Sternensand Verlag, Hirzel 2018, ISBN 3-03896-025-X
- Giulia: Dein Weg zu mir, Sternensand Verlag, Hirzel 2019, ISBN 3-03896-091-8

### Weitere Werke
- Conversion – Zwischen Tag und Nacht, Sternensand Verlag, Hirzel 2016, ISBN 3-906829-23-5
- Conversion – Zwischen Göttern und Monstern, Sternensand Verlag, Hirzel 2017, ISBN 3-906829-65-0
- Unlike: Von Goldfischen und anderen Weihnachtskeksen, Sternensand Verlag, Hirzel 2016, ISBN 3-906829-28-6
- Unlike: Von Heiratsanträgen und verschollenen Goldfischen, Sternensand Verlag, Hirzel 2018,
- Winterstern (Anthologie), Sternensand Verlag, Hirzel 2017, ISBN 3-906829-32-4
- Leon: Glück trägt einen roten Pony, Sternensand Verlag, Hirzel 2018, ISBN 3-906829-79-0
- Der rote Tarkar, Sternensand Verlag, Hirzel 2018, ISBN 978-3-906829-85-2